# Liste von Iranisten

## A
- Iradsch Afschār (1925–2011)
- Bozorg Alavi (1904–1997)
- Friedrich Carl Andreas (1846–1930)

## B
- Mehrdad Bahar (1930–1994)
- Harold Bailey (1899–1996)
- Shaul Bakhash
- Iraj Bashiri (* 1940)
- Oric Basirov
- Alessandro Bausani (1921–1988)
- Adrian David Hugh Bivar (* 1926)
- Mary Boyce (1920–2006)
- John Andrew Boyle (1916–1978)
- Pierre Briant (* 1940)
- Edward Granville Browne (1862–1926)

## C
- Jean Calmard (* 1931)
- Houshang Chehabi
- William Chittick
- Arthur Christensen (1875–1945)
- Carsten Colpe (1929–2009)
- Henry Corbin (1903–1978)

## D
- Elton L. Daniel
- Ali Dehbashi (* 1958)
- Ali Akbar Dehchoda (1879–1956)

## F
- Richard Flower
- Bert Fragner (1941–2021)
- Richard Nelson Frye (1920–2014)

## G
- Heinz Gaube (1940–2022)
- Karl Friedrich Geldner (1852–1929)
- Roman Ghirshman (1895–1979)
- Günter Gobrecht (1935–2023)
- André Godard (1881–1965), Archäologe
- Monika Gronke

## H
- Assadullah Habib (* 1941)
- Joseph von Hammer-Purgstall (1774–1856), Orientalist
- Ernst Herzfeld (1879–1948)
- Sayed Haschmatullah Hossaini (* 1948), Germanist & Iranist

## J
- Ahmad Jawed (1927–2002)
- Heinrich F.J. Junker (1889–1970)

## K
- Annelies Kammenhuber (1922–1995)
- Jean Kellens (* 1944)
- Erich Kettenhofen (* 1946)
- Djalal Khaleghi-Motlagh
- Gerrit Kreijenbroek (* 1948?)

## L
- Louis de La Vallée-Poussin (1869–1938)
- Manfred Lorenz (1929–2017)

## M
- Maria Macuch
- Rudolf Macuch (1919–1993)
- Christoph Marcinkowski (* 1964)
- Henri Massé (1886–1969)
- Jalal Matini
- Jean de Menasce (1902–1973)
- Sharokh Meskoob (1924–2005)
- Charles Barbier de Meynard (1826–1908)
- Wladimir Fjodorowitsch Minorski (1877–1966)
- Andreas Ismail Mohr (* 1964)
- Mohammad Moin (1914–1971)
- Mohammad Mokri (1921–2007)

## N
- Khosro Naghed (* 1950)
- Latif Nazemi (* 1947)
- Reynold A. Nicholson (1868–1945)
- Theodor Nöldeke (1836–1930), Orientalist

## O
- Thomas Ogger (* 1948)

## R
- Lutz Richter-Bernburg (* 1945)
- Edward Denison Ross (1871–1940)
- Michael Rubin (1971)
- Friedrich Rückert (1788–1866)
- Jan Rypka (1886–1968)

## S
- Zabihollah Safa (1911–1999)
- Hans Heinrich Schaeder (1896–1957)
- Annemarie Schimmel (1922–2003)
- Klaus Schippmann (1924–2010)
- Rüdiger Schmitt (* 1939)
- Jafar Shahidi (1918–2008)
- Alireza Shapour Shahbazi (1942–2006)
- Dariush Shayegan (* 1935)
- Gary Sick (* 1935)
- Farhad Sobhani
- Friedrich Spiegel (1820–1905)
- David Stronach (1931–2020)
- Werner Sundermann (1935–2012)

## T
- Ahmad Tafazzoli (1937–1997)
- Nasser Takmil Homayoun (* 1936)

## V
- Parvis Varjavand

## W
- Josef Wiesehöfer (* 1951)
- Nicholas Sims Williams

## Y
- Ehsan Yarshater (1920–2018)

## Z
- Abdolhossein Zarinkoob (1923–1999)